# Roberto Molina Carrasco
Roberto Molina Carrasco   (Arrecife, 5 de juny de 1960) és un regatista espanyol, ja retirat, que aconseguí guanyar una medalla d'or en els Jocs Olímpics d'Estiu de 1984.
Membre del Real Club Náutico de Gran Canaria va participar, als 24 anys, en els Jocs Olímpics d'Estiu de 1984 realitzats a Los Angeles (Estats Units), on aconseguí guanyar la medalla d'or en la classe 470 al costat del regatista Luis Doreste. En el seu palmarès també destaquen dues medalles al Campionat d'Europa de 470, or el 1985 i bronze el 1987.
El 1994 fou condecorat amb la Medalla d'Or de la Real Orden del Mérito Deportivo.